# Пам'ятки історії Зачепилівського району
У Зачепилівському районі Харківської області на обліку перебуває 33 пам'ятки історії.
| № п/п | Охоронний номер пам'ятки | Місце знаходження, (адреса) пам'ятки                 | Найменування пам'ятки | Автор, дослідник пам'ятки. Дата відкриття                              | Матеріал, з якого виготовлений пам'ятник. Основні розміри                                          | Категорія охорони пам'ятки | Номер і дата рішення державних органів про взяття пам'ятки під охорону | Охоронна зона |  |
| ----- | ------------------------ | ---------------------------------------------------- | --- | ---------------------------------------------------------------------- | -------------------------------------------------------------------------------------------------- | -------------------------- | ---------------------------------------------------------------------- | --- |  |
| 1.    | 811                      | смт Зачепилівка Зачепилівської сел/р, центр селища   | Братська могила червоноармійців і радянських воїнів. Поховано 61 чол. 1920 р., 1941 р., 1943 р.                                                                                             | Харківська скульптурна фабрика 1973 р.                                 | Скульптура — 2,5 м, мармурова кришка. Постамент — 1,0 м, з/б                                       | Місцева                    | № 61 від 25.01.72р.                                                    | 25 м (Наказ управління культури і туризму від 10.09.09. № 234) |  |
| 2.    | 830                      | смт Зачепилівка Зачепилівської сел/р                 | Пам'ятний знак воїнам-землякам. 1941—1945 рр. | Харківська скульптурна фабрика 1973 р.                                 | Обеліск — 6,0 м. Стели (2) — 1,5х2,6х0,4 м, 2,0х3,2х0,4 м, цегла, цемент                           | -<<-                       | -<<-                                                                   | |  |
| 3.    | 832                      | смт Зачепилівка Зачепилівської сел/р, вул. Радянська | Пам'ятник Леніну В. І. | Харківська скульптурна фабрика 1947 р.                                 | Скульптура — 2,5 м, з/б. Постамент — 1,5 м, цегла, цемент                                          | -<<-                       | -<<-                                                                   | |  |
| 4.    | 2554                     | смт Зачепилівка Зачепилівської сел/р                 | Пам'ятний знак воїнам-визволителям 1943 р. | 1973 р.                                                                | Гармата на постаменті з цегли                                                                      | -<<-                       | № 975 від 18.09.97р.                                                   | 25 м. (Розпорядження ХОДА № 975 від 18.09.1997 р.) |  |
| 5.    |                          | смт Зачепилівка                                      | Пам'ятний знак на честь героїчного подвигу земляків, учасників ліквідації на Чорнобильській АЕС                                                                                             | 1996 р.                                                                | |                            | Наказ УК ХОДА № 25 від 02.03.05 р.                                     | |  |
| 6.    | 813                      | с. Абазівка Миколаївської с/р                        | Братська могила радянських воїнів, партизана Білика Г. М. та пам'ятний знак воїнам-односельцям. Поховано 10 чол. 1942 р., 1943 р., 1941—1945 рр.                                            | Харківська скульптурна фабрика 1957 р., 1994 р.                        | Скульптура — 2,5 м, з/б. Постамент — 4,0 м, цегла, цемент                                          | -<<-                       | № 61 від 25.01.72 р.                                                   | 25 м (Наказ управління культури і туризму від 10.09.09. № 234) |  |
| 7.    | 814                      | с. Бердянка Бердянська с/р                           | Братська могила радянських воїнів. Поховано 18 воїнів. 1941 р., 1943 р. | Харківська скульптурна фабрика. 1957 р., 1993 р.                       | Стела — 2,5×1,5 м, гранітна кришка                                                                 | -<<-                       | -<<-                                                                   | 25 м (Наказ управління культури і туризму від 10.09.09. № 234) |  |
| 8.    | 837                      | -<<-                                                 | Пам'ятник Фрунзе М. В. — партійному, державному і військовому діячеві. 1885—1925 рр. | Харківська скульптурна фабрика 1971 р.                                 | Бюст — 1,0 м, з/б. Постамент — 1,8 м, цегла, цемент                                                | -<<-                       | -<<-                                                                   | |  |
| 9.    | 815                      | с. Дудівка Новомажарівської с/р                      | Братська могила радянських воїнів та пам'ятний знак воїнам-односельцям. Поховано 6 воїнів. 1943 р., 1941—1945 рр.                                                                           | Харківська скульптурна фабрика 1958 р.                                 | Скульптура — 2,5 м, з/б. Постамент — 2,7 м, цегла, цемент                                          | -<<-                       | -<<-                                                                   | 25 м (Наказ управління культури і туризму від 10.09.09. № 234) |  |
| 10.   | 829                      | с. Забарине Забаринської с/р                         | Пам'ятний знак воїнам-односельцям, які загинули на фронтах громадянської і Великої Вітчизняної воєн. 1917—1920 рр., 1941—1945 рр.                                                           | 1965 р.                                                                | Стела — 2,3х1,5х0,5 м, бутовий камінь                                                              | -<<-                       | -<<-                                                                   | |  |
| 11.   |                          | с. Займанка                                          | Пам'ятний знак воїнам-односельцям | К. І. Бакуменко, зав. сектору охорони пам'яток археології ХІМ. 2003 р. | Нержавіюча сталь. Обеліск — 2 м.                                                                   | -<<-                       | Наказ УК ХОДА № 25 від 02.03.05 р.                                     | |  |
| 12.   | 227/л                    | с. Залінійне Малоорчицької с/р                       | Козловська фортеця Української лінії (архіт., іст.). 1731—1742 рр. |                                                                        | Площа 300х300 м                                                                                    | -<<-                       | № 61 від 25.01.72р.                                                    | 25 м. Наказ управління культури і туризму ХОДА № 36/1 від 09.02. 2006 р. ЗУ «Про перелік пам'яток культурної спадщини, що не підлягають приватизації» № 574-VI від 23.09.08 р. |  |
| 13.   | 227/м                    | -<<-                                                 | Федорівська фортеця Української лінії (архіт., іст.). 1731—1742 рр. |                                                                        | Площа 300х300 м                                                                                    | -<<-                       | № 61 від 25.01.72р.                                                    | 25 м. Наказ управління культури і туризму ХОДА № 36/1 від 09.02. 2006 р. ЗУ «Про перелік пам'яток культурної спадщини, що не підлягають приватизації» № 574-VI від 23.09.08 р. |  |
| 14.   | 817                      | -<<-                                                 | Братська могила радянських воїнів і партизанів та пам'ятний знак воїнам-землякам. Поховано 24 чол. 1942 р., 1943 р., 1941—1945 рр.                                                          | Харківська скульптурна фабрика 1956 р.                                 | Скульптура — 2,5 м, з/б. Постамент — 3,2 м, цегла, цемент. Меморіальна дошка — мармур.             | Місцева                    | № 61 від 25.01.72р.                                                    | 25 м (Наказ управління культури і туризму від 10.09.09. № 234) |  |
| 15.   | 831                      | -<<-                                                 | Пам'ятник Марксу К., основоположнику наукового комунізму | Харківська скульптурна фабрика 1967 р.                                 | Скульптура — 2,5 м, з/б. Постамент — 2,3 м, цегла, цемент                                          | -<<-                       | -<<-                                                                   | |  |
| 16.   | 818                      | с. Зіньківщина Новомажарівської с/р                  | Братські могили (2) радянських воїнів і пам'ятний знак воїнам-односельцям. Поховано 6 воїнів. 1943 р., 1941—1945 рр.                                                                        | Харківська скульптурна фабрика 1967 р.                                 | Скульптура — 2,5 м, з/б. Постамент — 1,0х1,2х1,2 м. Стела — 3,5х2,0х0,5 м, цегла, цемент           | -<<-                       | № 61 від 25.01.72 р.                                                   | 25 м (Наказ управління культури і туризму від 10.09.09. № 234) |  |
| 17.   | 816                      | с. Леб'яже, кол. Жовтневе, Леб'язької с/р            | Братська могила радянських воїнів і пам'ятний знак воїнам-односельцям. Поховано 75 воїнів. 1943 р., 1941—1945 рр.                                                                           | Харківська скульптурна фабрика 1959 р.                                 | Скульптура — 2,5 м, з/б. Постамент — 2,3 м, цегла, цемент. Меморіальна дошка — мармур              | -<<-                       | -<<-                                                                   | 25 м (Наказ управління культури і туризму від 10.09.09. № 234) |  |
| 18.   | 819                      | с. Леб'яже Леб'язької с/р, центр                     | Братська могила радянських воїнів і пам'ятний знак воїнам-односельцям. Поховано 36 воїнів. 1943 р., 1941—1945 рр.                                                                           | Харківська скульптурна фабрика 1958 р.                                 | Скульптура — 2,5 м, з/б. Постамент — 3,2 м, цегла, цемент. Меморіальна дошка — мармур              | -<<-                       | -<<-                                                                   | 25 м (Наказ управління культури і туризму від 10.09.09. № 234) |  |
| 19.   |                          | Біля с. Леб'яже                                      | Пам'ятний знак загиблим льотчикам. 1943 р. | К. І. Бакуменко, зав. сектору охорони пам'яток археології ХІМ. 2003 р. | Залізобетон                                                                                        | -<<-                       | Наказ УК ХОДА № 25 від 02.03.05 р.                                     | |  |
| 20.   | 820                      | с. Миколаївка Миколаївської с/р                      | Братська могила радянських воїнів, Тютюнника М. В. — парторга партизанського загону та пам'ятний знак воїнам-односельцям. 1942 р., 1943 р., 1941—1945 рр.                                   | Харківська скульптурна фабрика 1956 р., 1994 р.                        | Вис. 3,5 м, ширина — 2,0 м, гранітна кришка                                                        | -<<-                       | № 61 від 25.01.72 р.                                                   | 25 м (Наказ управління культури і туризму від 10.09.09. № 234) |  |
|       |                          |                                                      | |                                                                        | |                            |                                                                        | |  |
| 22.   | 821                      | с. Олександрівка Забаринської с/р                    | Братська могила радянських воїнів і пам'ятний знак воїнам-односельцям. Поховано 14 воїнів. 1943 р., 1918—1920 рр., 1941—1945 рр.                                                            | Харківська скульптурна фабрика 1957 р.                                 | Скульптура — 2,5 м, з/б. Постамент — 1,5 м, цегла, цемент                                          | -<<-                       | -<<-                                                                   | 25 м (Наказ управління культури і туризму від 10.09.09. № 234) |  |
| 23.   | 822                      | с. Орчик Малоорчицької с/р                           | Братська могила радянських воїнів. Поховано 17 воїнів. 1941 р., 1943 р. | Харківська скульптурна фабрика 1957 р.                                 | Скульптура — 2,5 м, з/б. Постамент — 2,8 м, цегла, цемент                                          | -<<-                       | -<<-                                                                   | 25 м (Наказ управління культури і туризму від 10.09.09. № 234) |  |
| 24.   | 1939                     | с. Першотравневе Бердянської с/р, кладовище          | Могила Нечипоренка М. Г., Героя Радянського Союзу. 1975 р. | 1975 р.                                                                | Стела — 1,5х0,5х0,2 м, мармур кришка                                                               | -<<-                       | № 196 від 16.04.84 р.                                                  | |  |
| 25.   | 823                      | с. Рунівщина Рунівщинської с/р                       | Братська могила радянських воїнів, серед яких похований Кириченко О. П. — Герой Радянського Союзу, і пам'ятний знак воїнам-односельцям. Поховано 17 воїнів. 1941 р., 1943 р., 1941—1945 рр. | Харківська скульптурна фабрика. 1957 р.                                | Скульптура — 2,5 м, з/б. Постамент — 2,3 м, цегла, цемент. Меморіальна дошка — мармур              | -<<-                       | № 61 від 25.01.72р.                                                    | 25 м (Наказ управління культури і туризму від 10.09.09. № 234) |  |
| 26.   | 835                      | -<<-                                                 | Пам'ятник Леніну В. І. | Харківська скульптурна фабрика 1950 р.                                 | Скульптура — 2,5 м, з/б. Постамент — 2,0 м, цегла, цемент                                          | Місцева                    | № 61 від 25.01.72 р.                                                   | |  |
| 27.   | 824                      | с. Семенівка Сомівської с/р                          | Братська могила радянських воїнів і пам'ятний знак воїнам-односельцям. Поховано 19 воїнів. 1943 р., 1941—1945 рр.                                                                           | Харківська скульптурна фабрика 1959 р.                                 | Скульптура — 2,5 м, з/б. Постамент — 1,5 м, цегла, цемент                                          | -<<-                       | -<<-                                                                   | 25 м (Наказ правління культури і туризму від 10.09.09. № 234) |  |
| 28.   | 812                      | с. Сомівка Сомівської с/р                            | Братська могила червоних партизанів, радянських воїнів і пам'ятний знак воїнам-односельцям. Поховано 40 чол. 1917 р., 1941 р., 1943 р., 1941—1945 рр.                                       | Харківська скульптурна фабрика 1958 р.                                 | Скульптура — 2,5 м, з/б. Постамент — 3,5 м, цегла, цемент                                          | -<<-                       | -<<-                                                                   | 25 м (Наказ управління культури і туризму від 10.09.09. № 234) |  |
| 29.   | 825                      | с. Старе Мажарове Новомажарівської с/р               | Братська могила радянських воїнів і пам'ятний знак воїнам-односельцям. Поховано 97 воїнів. 1941 р., 1943 р., 1941—1945 рр.                                                                  | Харківська скульптурна фабрика 1955 р.                                 | Скульптура — 2,5 м, з/б. Постамент — 2,8 м, цегла, цемент. Стела — з/б                             | -<<-                       | -<<-                                                                   | 25 м (Наказ управління культури і туризму від 10.09.09. № 234) |  |
| 30.   | 826                      | с. Улянівка Новомажарівської с/р                     | Братська могила радянських воїнів і пам'ятний знак воїнам-односельцям. Поховано 15 воїнів. 1943 р., 1941—1945 рр.                                                                           | Харківська скульптурна фабрика 1957 р.                                 | Скульптура — 2,5 м, з/б. Постамет — 3,5 м, цегла, цемент. Стела — з/б                              | -<<-                       | -<<-                                                                   | 25 м (Наказ управління культури і туризму від 10.09.09. № 234) |  |
| 31.   | 827                      | с. Червоний Жовтень Бердянської с/р                  | Братська могила радянських воїнів і пам'ятний знак воїнам-односельцям. Поховано 8 воїнів. 1943 р., 1941—1945 рр.                                                                            | Харківська скульптурна фабрика 1962 р.                                 | Скульптура — 2,5 м, з/б. Постамент — 2,5 м, цегла, цемент. Стела — з/б                             | -<<-                       | -<<-                                                                   | 25 м (Наказ управління культури і туризму від 10.09.09. № 234) |  |
| 32.   | 828                      | с. Чернещина Чернещинської с/р                       | Братські могили (2) радянських воїнів і пам'ятний знак воїнам-односельцям. Поховано 17 воїнів. 1941 р., 1943 р., 1941—1945 рр.                                                              | Харківська скульптурна фабрика 1975 р.                                 | Скульптура — 5,0 м, мармурова кришка. Постамент — 1,5 м, цегла, цемент. Меморіальна дошка — мармур | -<<-                       | -<<-                                                                   | 25 м (Наказ управління культури і туризму від 10.09.09. № 234) |  |
| 33.   | 1851                     | -<<-                                                 | Могила Захожія С. П., начальника сільської міліції. 1918 р. | 1975 р.                                                                | Надгробок — бетон. Меморіальна дошка — 0,3×0,5 м, мармурова кришка                                 | -<<-                       | № 328 від 23.05.83 р.                                                  | |  |
|       |                          |                                                      | |                                                                        | |                            |                                                                        | |  |